# Густав Юхас
Густав Юхас (рум. Gusztáv Juhász, 19 грудня 1911, Тімішоара, Австро-Угорщина — 20 січня 2003, Нью-Йорк, США) — румунський футболіст, що грав на позиції півзахисника, зокрема, за клуби «Орадя» та «Венус», а також національну збірну Румунії. По завершенні ігрової кар'єри — тренер.
Чемпіон Румунії. Чемпіон Угорщини. 

## Клубна кар'єра
Народився 19 грудня 1911 року в місті Тімішоара. Вихованець футбольної школи клубу «Кінезул». Дорослу футбольну кар'єру розпочав 1930 року в основній команді того ж клубу, в якій провів один сезон. 
Згодом з 1931 по 1933 рік грав у складі команд «РГМ Тімішоара» та «Жувентус» (Бухарест).
Своєю грою за останню команду привернув увагу представників тренерського штабу клубу «Орадя», до складу якого приєднався 1933 року. Відіграв за команду з Ораді наступні шість сезонів своєї ігрової кар'єри.
Протягом 1939—1940 років захищав кольори «Венус». За цей час виборов титул чемпіона Румунії.
1940 року повернувся до клубу «Орадя». Цього разу провів у складі його команди чотири сезони. 
Завершив професійну ігрову кар'єру у клубі «Орадя», у складі якого вже виступав раніше. Прийшов до команди 1945 року, захищав її кольори до припинення виступів на професійному рівні у 1948.

## Виступи за збірну
1934 року дебютував в офіційних матчах у складі національної збірної Румунії. Протягом кар'єри у національній команді, яка тривала 7 років, провів у її формі 21 матч.
Був присутній в заявці збірної на чемпіонаті світу 1934 року в Італії, але на поле не виходив.

## Кар'єра тренера
Розпочав тренерську кар'єру, ще продовжуючи грати на полі, 1947 року, очоливши тренерський штаб клубу «Орадя».
1950 року став головним тренером команди «Орадя», тренував команду з Ораді два роки.
Протягом тренерської кар'єри також очолював команди клубів «Експлозіві» та «Динамо» (Орадя).
Останнім місцем тренерської роботи був клуб «Крісул» (Орадя), головним тренером команди якого Густав Юхас був з 1965 по 1973 рік.
Помер 20 січня 2003 року на 92-му році життя у місті Нью-Йорк.

## Титули і досягнення
- Чемпіон Румунії (1):

«Венус»: 1939-1940
- Чемпіон Угорщини (1):

«Нагиварад»: 1943-1944